# Aspinatimonomma borneense
Aspinatimonomma borneense es una especie de coleóptero de la familia Monommatidae.

## Distribución geográfica
Habita en Borneo.